# Tarun Bharat
Tarun Bharat Daily is een Marathi-dagblad, dat gevestigd is in Belgaum. De krant werd in 1919 opgericht door Shri Baburao Thakur. De krant verschijnt in zeven edities: Belgaum (Karnataka), Kolhapur, Sangli,  Satara en Konkan (Maharashtra) en Goa. De editor is Shri Kiran B. Thakur.